# マクシミリアン・ヴィッテク
マクシミリアン・ヴィッテク（Maximilian Wittek、1995年8月21日 - ）は、ドイツ・フライジング出身のサッカー選手。VfLボーフム所属。ポジションはDF。

## クラブ経歴
TSV1860ミュンヘンのユース出身。2014年8月10日、ホームで行われたRBライプツィヒ戦で2.ブンデスリーガデビューを果たした。また、12月13日のカールスルーエSC戦でプロ初ゴールも記録している。
2017年6月18日、SpVggグロイター・フュルトに移籍し、3年契約を結んだ。
2020年7月21日、エールディヴィジのフィテッセに3年契約で移籍した。
2023年8月13日、VfLボーフムに3年契約で移籍した。

## 代表経歴
2014年10月9日、イングランドとの親善試合でU-20ドイツ代表デビューを飾った。